# Altenhausen
Altenhausen est une commune d'Allemagne de l'arrondissement de Börde en Saxe-Anhalt. La municipalité comprend les localités d'Altenhausen, d'Ivenrode et de Emden.

## Histoire
Altenhausen a été fondée sous les carolingiens (Aldenhusen). Elle passe à la Réforme en 1524, lorsque le seigneur des lieux, Matthias von der Schulenburg, adopte la confession d'Augsbourg en 1524.

## Architecture
- Château d'Altenhausen, XVe siècle
- Église luthérienne de la Trinité, construite en 1594
- Tour Alexandre (Alexandertor) construite par Alexander von der Schulenburg en 1696

## Personnalités liées à la ville
- Johann Matthias von der Schulenburg (1661-1747), militaire né à Emden.
- Mélusine von der Schulenburg (1667-1743), maîtresse du roi George Ier de Grande-Bretagne née à Emden.
- Gustav Maass (1830-1901) : botaniste